# Jordan Brown (homme politique prince-édouardien)
Pour les articles homonymes, voir Jordan Brown et Brown.
Jordan Kent Macdonald Brown (12 septembre 1980) est un homme politique canadien, membre du Parti libéral de l'Île-du-Prince-Édouard.
De 2015 à 2019, il est membre à l'Assemblée législative de l'Île-du-Prince-Édouard, représentant la circonscription de Charlottetown-Brighton.